# بچوولدیه
بچوولدیه (به مجاری:  Becsvölgye) یک منطقهٔ مسکونی در مجارستان است که در ناحیه زالائگرسگ واقع شده‌است.